# Nadżran (prowincja)
Nadżran (arab. نجران) – jedna z 13 prowincji Arabii Saudyjskiej. Znajduje się na południu kraju.